# Serra de Torcó
La Serra de Torcó és una serra situada entre els municipis d'Avinyó, a la comarca del Bages, i Santa Maria d'Oló, a la del Moianès, amb una elevació màxima de 585 metres.